# Havuş
Havuş är en ort i Azerbajdzjan.   Den ligger i distriktet Nachitjevan, i den sydvästra delen av landet, 400 km väster om huvudstaden Baku. Havuş ligger 1 884 meter över havet och antalet invånare är 113.
Terrängen runt Havuş är huvudsakligen kuperad, men norrut är den bergig. Terrängen runt Havuş sluttar västerut. Närmaste större samhälle är Qarabağlar, 19,9 km söder om Havuş.
Trakten runt Havuş består i huvudsak av gräsmarker. Runt Havuş är det ganska tätbefolkat, med 86 invånare per kvadratkilometer.